# Carl Weidemeyer

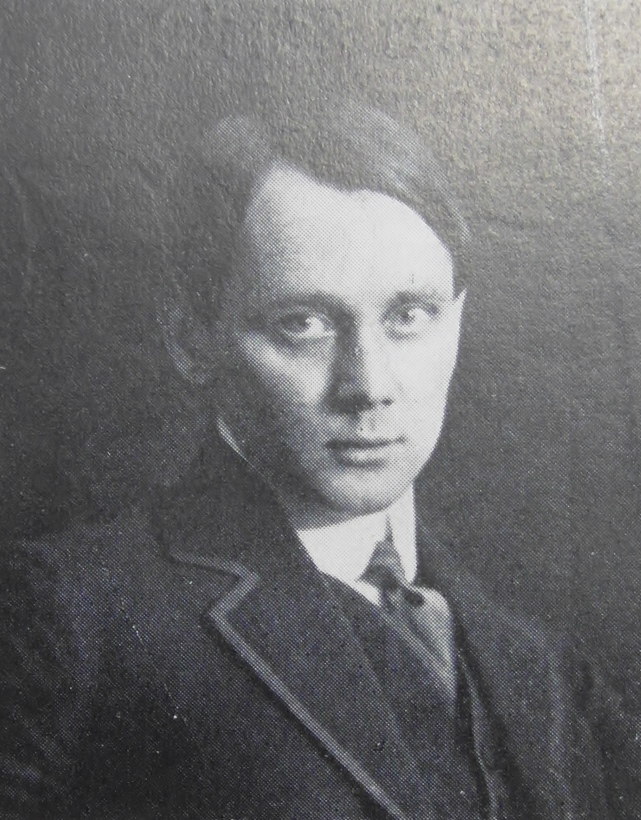
Carl Weidemeyer, um 1912

Carl Weidemeyer, auch Carlo Weidemeyer (* 21. Mai 1882 in Bremen; † 18. April 1976 in Ascona), war ein deutscher Künstler und Architekt.

## Leben
Dem Schulbesuch in Bremen folgten eine Maurerlehre und ein kurzes Studium an der Bremer Baugewerkschule. Nach einem Jahr der Berufstätigkeit bei einem Bremer Architekten wandte sich Weidemeyer der schon früher angestrebten künstlerischen Ausbildung zu, die ihn aber ebenfalls nicht recht befriedigte.
1905 ließ er sich in Worpswede nieder und trat in freundschaftliche Verbindung zu Heinrich, Martha und Mieke Vogeler, zu Paula und Otto Modersohn, zu anderen Mitgliedern der Künstlerkolonie und zu deren Gästen. In der Folgezeit war er hauptsächlich auf graphischem und kunstgewerblichem Gebiet tätig. Er beschickte Ausstellungen und fand auch bei der Kritik positive Resonanz. Zu den wichtigsten Auftraggebern gehörte der Insel Verlag, für den er einige Bücher entwarf, dazu kamen Exlibris und andere gebrauchsgraphische Arbeiten. Bis zum Beginn des Ersten Weltkrieges und dem Kriegsdienst entstanden noch einige plastische Versuche und das eigene Haus in Worpswede.
Eine besondere Rolle in seinem bildkünstlerischen Werk kommt zwischen 1907 und 1914 der Entwurfsarbeit für  manufakturmäßig hergestelltes Holzspielzeug zu. Den Vereinigten Werkstätten für Kunst im Handwerk in Bremen lieferte er Zeichnungen für Kinderhäuschen, den „Bremer Baukasten“, Archen und anderes Aufstellspielzeug, das sich durch Materialgerechtigkeit und eine dem Herstellungsprozess angepasste Formgebung auszeichneten.
1920 bis 1922 leitete er die Bremer Dependance der Berliner Kunsthandlung Neumann.
Nach dem Krieg fiel es Weidemeyer offenbar schwer, die alte Tätigkeit in Worpswede wieder aufzunehmen. Er verkaufte 1923 das Grundstück und lebte wieder in Bremen oder befand sich auf ausgedehnten Reisen.
Schließlich ließ er sich in Willingen (Upland) nieder, wo er sich stärker als zuvor architektonischen Aufgaben zuwandte, die er im Sinne des Heimatstils oder der Nationalromantik löste. Die Bekanntschaft zur Familie Löhnberg war wahrscheinlich durch Heinrich Vogeler vermittelt worden, welcher deren Haus in Hamm eingerichtet und das Ferienhaus in Willingen entworfen hatte. Dort dürfte er auch die Familie Bachrach (Frau Löhnberg und Frau Bachrach waren Schwestern) mit der Tochter, der Tänzerin Charlotte Bara, kennengelernt haben.
Nach dem Besuch der Stuttgarter Weißenhofsiedlung wandte er sich der architektonisch führenden Moderne zu, die er mit seinem Teatro San Materno für Charlotte Bara und einige Privatbauten im Tessin durchsetzte. Bis 1935 war er hauptsächlich als Architekt tätig, danach entwarf er Möbel und widmete er sich wieder graphischen Arbeiten.
Nach 1948 war er ausschließlich als Maler tätig, nur unterbrochen von seiner Mitwirkung am Puppentheater und bei Liebhaberaufführungen im Teatro San Materno. Zuletzt lebte er zurückgezogen in Ascona. Carl Weidemeyer war Mitglied im Deutschen Künstlerbund.

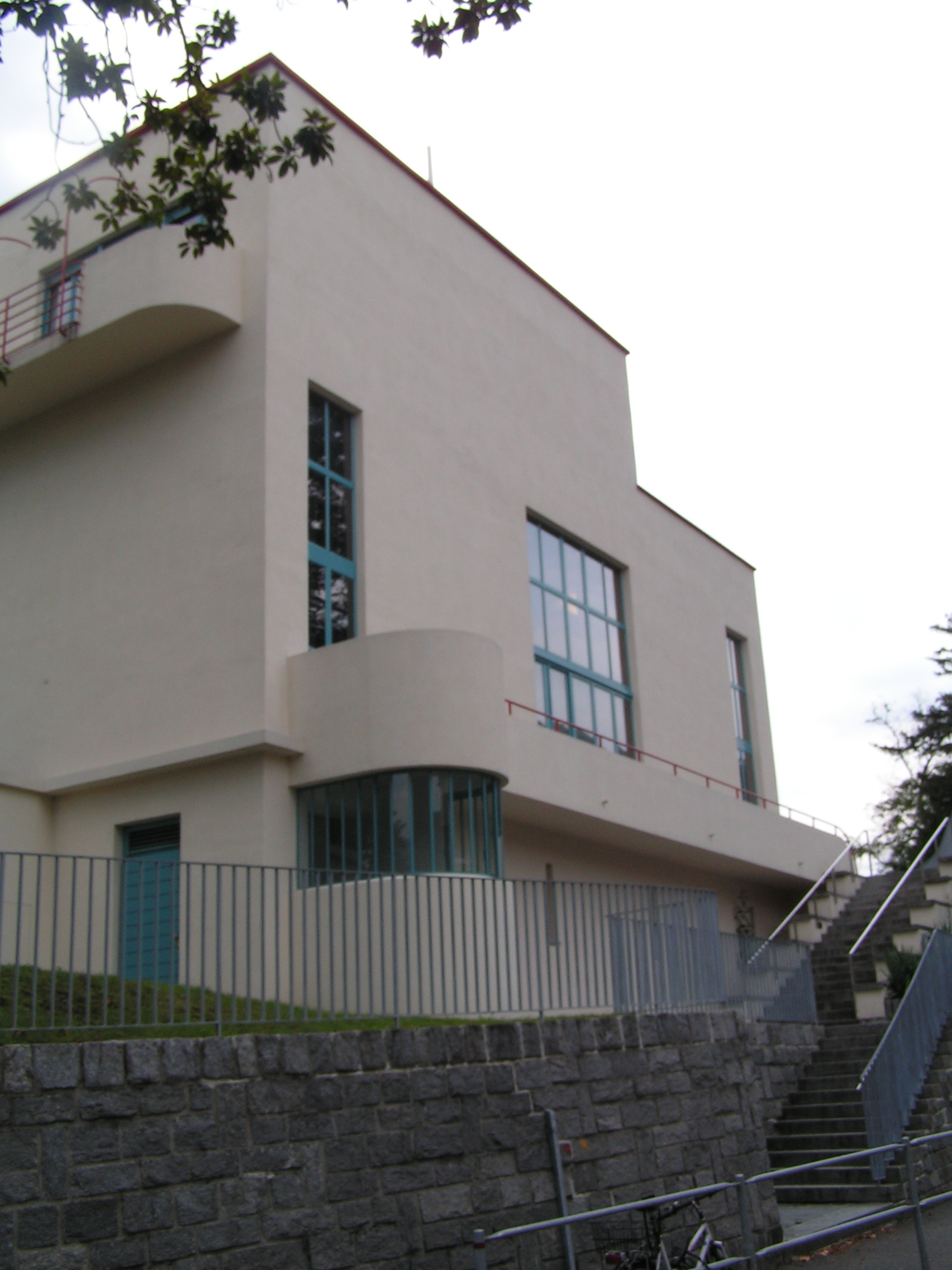
Teatro San Materno

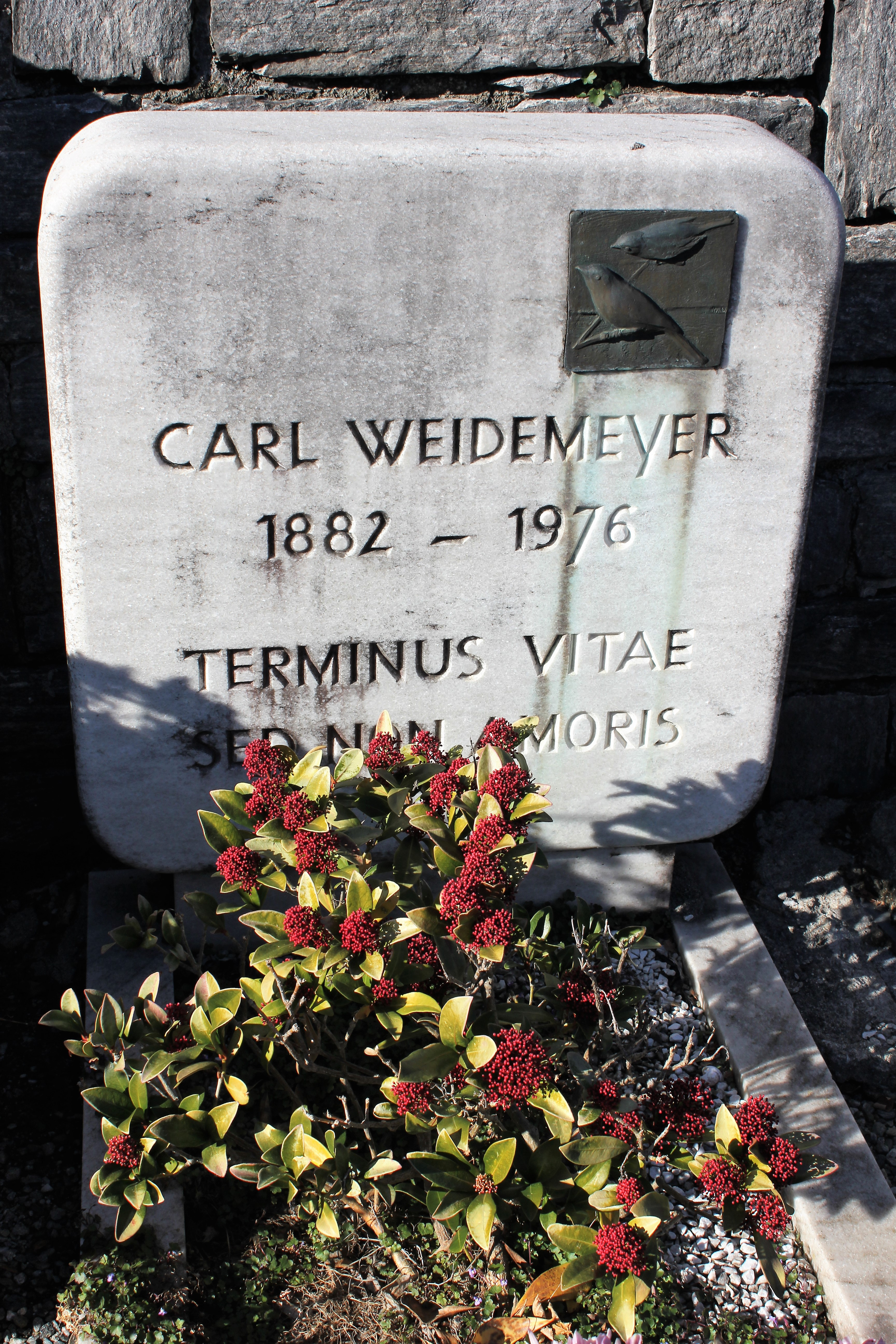
Grab von Carl Weidemeyer in Ascona

## Werke

### Bauten
- Haus Fischer, Korbach (1926 für Eduard und Maria Fischer)
- Teatro San Materno, Ascona (1927–1928 für Paul Bachrach bzw. dessen Tochter Charlotte Bara)
- Casa Haas, Ascona (1928 für Max und Albert Haas)
- Casa Fontanelle (Casa Hahn), Ronco sopra Ascona (1928 und 1931 für Michaelsen und Hahn)
- Casa Tutsch, Ronco sopra Ascona (1928 und 1931 für Fritsch und Tutsch)
- Casa Rocca Vispa (Casa Mez), Ascona (1930 für Hermann Mez)
- Casa Andrea Cristoforo (Casa Schulthess), Ascona (1931 für Maria Schulthess)
- Villa Chiara (Villa Oppenheimer), Ascona (1934–1935 für Clemens Oppenheimer)
- Casa Bonvenuto, Ascona (1935 für Clemens Oppenheimer)
- Casa Wels, Ascona (ca. 1935 für Grete Wels)

### Gemälde
- Bäuerin Torf holend (Kunsthalle Bremen)
- Stilleben mit Rosen, 1949 (Kunsthalle Bremen)